# Revolution (песня The Beatles)
«Revolution» (с англ. — «Революция») — песня английской рок-группы The Beatles, написанная Джоном Ленноном в 1968 году. Авторство песни приписано дуэту Леннон/Маккартни.
«Revolution 1» — первая песня, записанная для «Белого альбома». Она была написана Джоном Ленноном в Индии, в начале 1968 года. На её написание его вдохновили восстание студентов 1968 года в Париже, война во Вьетнаме и убийство Мартина Лютера Кинга. Она предвещала политическое пробуждение Леннона, которое стало основным элементом в его сольной карьере. В начале 1968 года произошёл резкий переход от эры хиппи и веры в мир и любовь, к политическим беспорядкам, протестам и борьбе. Леннон, воодушевлённый этими событиями, с интересом наблюдал за происходящим. Рискуя утратить свою популярность, он решил выразить все эти переживания в песне.
Существует две версии песни «Revolution»: быстрая версия для стороны «Б» сингла «Hey Jude» и медленная версия «Revolution 1», вошедшая в одноимённый альбом «Битлз». В оригинальной версии фигурируют слова «count me in» (с англ. — «я с вами»), однако в альбомную версию вошла запись со словами «count me out» (с англ. — «на меня не рассчитывайте»). Музыкант объяснял наличие двух вариантов песни тем, что не знал, какое сочетание слов выбрать (см. «Revolution 1»). Хотя быстрая версия «Revolution» была записана только после «Revolution 1», она была выпущена раньше «Белого альбома». Эта песня породила раскол среди слушателей. Появились те, которые осуждали нежелание Леннона принимать участие в протестах. Песня стала ремейком, которую продюсер группы планировал выпустить в формате сингла. Композиция «Revolution» занимает 9-е место в десятке «величайших консервативных песен всех времён» по версии слушателей «Absolute Classic Rock».
«Revolution» — первая острая социально-политическая песня в творчестве Битлов. Композиция представляет собой своеобразный ответ Джона Леннона на кризис теоретических исканий «новых левых» образца 1968 года. Она освещает социально-политическую обстановку в Западной Европе в 1968 году, когда недовольство существующим порядком вещей охватило самые разные социальные слои и приняло формы студенческих волнений, забастовок рабочих, партизанских войн, национально-освободительных революций. Название этой песни обманчиво: Джон Леннон не призывает к массовому восстанию, а, напротив, предлагает пересмотреть свои взгляды. По мнению Леннона, перемен в жизни можно достичь, не прибегая к насилию. Песня написана в менее обвинительной или, по крайней мере, в более тактичной форме. В 1987 году фирма «Nike» заплатила 250 тысяч долларов лейблу Capitol Records и такую же сумму ATV Music Publishing за использование этой песни в рекламе.
«Белый альбом» также включает песню «Revolution 9». Джон Леннон написал её с помощью Йоко Оно. Это экспериментальная пьеса, которую Леннон однажды назвал «музыкой будущего». Запись «Revolution 9» началась как продолжение окончания альбомной версии «Revolution», к которой были добавлены вокальные и звуковые семплы, «петли», реверсивные звуковые эффекты. Она создавалась под влиянием стиля «конкретной музыки» музыкантов Карлхайнца Штокхаузена, Эдгара Вареза, Ноно Луиджи и Джона Кейджа, далее была преобразована при помощи эффектов звуковой модификации (стереопанорамирования и фединга).

## История создания
Вскоре после Тетского наступления 1968 года в СМИ уже получили широкую огласку масштабные акции протеста против войны во Вьетнаме, организованные студентами. Во Франции возмущение приобрело преимущественную форму студенческих протестов, поскольку именно университеты оказались социальными площадками, на которых углубляющееся противоречие между получаемыми в аудиториях ценностными установками, квалификациями, знаниями и новыми реалиями экономической жизни проявлялось наиболее остро. Только с октября 1968 года по май 1969 более 200 университетских кампусов оказались охвачены волнениями, а в 1970 году — уже 75—80 % учащихся поддерживали левых радикалов. При этом лишь 14 % тогда назвали жизненным приоритетом карьеру, а 18 % заявили, что деньги — важнее всего прочего. Все молодёжные движения того времени имели чёткую идентичность и однозначно осознавали себя как левые.
Основными аренами грозных народных возмущений стали Америка и Франция. Это был анархический протест против всех авторитетов и традиционных заповедей. Общая неприязнь к власти объединяла советских диссидентов, западных новых левых, вьетнамских партизан и китайских хунвейбинов. Накануне этих событий, летом 1967 года в квартале Сан-Франциско под названием Хайт-Эшбери собралось около ста тысяч хиппи, знакомых и незнакомых, чтобы праздновать любовь и свободу, создавая тем самым уникальный феномен культурного, социального и политического бунта. Это событие вошло в историю как «Лето любви». С наступлением 1968 года мир переживал беспрецедентную волну студенческих выступлений: Польша, Италия, Испания, Германия, Британия, Америка. В Испании учащаяся молодёжь восстала против диктатора Франсиско Франко. В Соединенных Штатах студенты возглавили народное движение против войны во Вьетнаме, а на юге страны — движение «чёрного самосознания» за гражданские права чернокожего населения. Мощное политическое течение, известное под названием «Пражская весна» за «очищение социализма» в Чехословакии и его подавление войсками стран Варшавского договора, охватило интеллигенцию, студентов и часть рабочих в Чехословакии. Интересно, что накануне 1968 года о масштабах этой трансформации свидетельствовал тот факт, что именно французские и чехословацкие интеллектуалы, в частности, Серж Малле и Андре Горц во Франции и группа Радована Рихты в Чехословакии — разработали теорию, согласно которой профессиональный и интеллектуальный «новый рабочий класс» постепенно заменит традиционный пролетариат в роли главной производственной силы.
В Англии, как и в других странах, студенты собирались на многотысячные демонстрации против войны во Вьетнаме. Одна из первых демонстраций была проведена престижной Лондонской школой экономики и политических наук. В январе к акциям протеста присоединился Бирмингемский университет; в следующем месяце акции протеста продолжились в Лестере. 17 марта 25 000 человек приняли участие в демонстрации на площади Гросвенор, где произошли ожесточенные столкновения восставших с полицией. По воспоминаниям очевидцев, в демонстрации принял участие лидер группы «The Rolling Stones», Мик Джаггер. Тому предшествовал ряд исторических событий. 4 апреля 1968 года был убит лидер ненасильственного сопротивления расизму Мартин Лютер Кинг. В том же году известный детский врач Бенджамин Спок, участвовавший в антивоенном движении, был приговорён к двум годам тюремного заключения за государственную измену. Спок активно выступал против призыва на военную службу, мотивируя свой поступок так: «Нет смысла растить детей, чтобы потом позволить им заживо сгореть». Вскоре после этого в более чем 100 американских городах начались волнения, в которых расовый протест тесно связывался с антивоенным и социальным. В одном из престижнейших университетов — Колумбийском, расположенном в центре Нью-Йорка близ «чернокожего» Гарлема, протестующие студенты захватили несколько помещений и удерживали их целую неделю. Считается, что именно эта волна гражданского насилия положила начало массовому «бегству» белого среднего класса в пригороды, тем самым радикально изменив облик городов США.
Несмотря на антивоенные идеи Леннона, музыкант должен был высказаться против истеблишмента. Предполагалось, что песня «Revolution» «проиллюстрирует план» людей, призывавших к свержению системы. В интервью 1980 года Леннон рассказывал:

Истеблишмент, или, как там их называют, «голубые паскудники». Не забывайте, что это болезнь. А если у вас в семье есть больной ребёнок, нельзя просто забыть о нём — надо попытаться вылечить его, протянуть ему руку. Значит, где-то по ходу дела надо назначить встречу с ними, потому что даже среди них встречаются человеческие существа. В сущности, все они люди, некоторые даже выглядят, как мы, и ведут себя так же. Поэтому наша задача, если мы и есть то самое поколение, протянуть руку умственно отсталому ребёнку, а не выбивать ему зубы, потому что так уж вышло, что этот ребёнок уже успел вырасти.— Джон Леннон
Джон Леннон приступил к записи песни «Revolution» в конце зимы 1968 года, находясь в городе Ришикеш, в северной Индии, где практиковал занятия трансцендентальной медитацией. «Revolution» стала первой наиболее откровенной политической песней «Битлз». Несмотря на многолетнее стремление первого менеджера «Битлз» Брайана Эпстайна удержать музыкантов от комментариев в области политики, после смерти Эпстайна 27 августа 1967 года они начали высказываться по многим проблемам, и, в частности, по поводу войны во Вьетнаме. Одной из немногих песен на политическую тематику до выпуска «Revolution» была композиция Джорджа Харрисона — «Taxman». По мнению отдельных источников, большинство высказываний Леннона часто расценивались как распространение идей «левых». В ответ на это Леннон принял решение написать песню «Revolution», в которой напрямую обратился к партиям. В интервью 1980 года Леннон пояснял: «Мне хотелось высказать своё отношение к революции. Я думал, что пришло время поговорить о ней, и считал, что хватит молчать, когда нас спрашивают о войне во Вьетнаме. Я обдумывал эту песню на холмах Индии. У меня по-прежнему сохранилось убеждение, что Бог спасёт нас, и всё будет хорошо. Вот почему я написал эту песню: мне хотелось поговорить, сказать своё слово о революциях». При этом на последний вопрос о том, была ли песня написана под влиянием супруги Джона, Йоко Оно, заданный журналом «Плейбой», Леннон ответил: «Дело не в том, что она внушала мне писать подобные песни и не в том, что она вдохновила меня на написание таких песен. Текст песни „Революция“ — целиком и полностью мой».
В середине мая 1968 года «Битлз» встретились в Кинфаунз (дом Джорджа Харрисона в Великобритании, Эшер), чтобы вместе прослушать демозаписи, сделанные для очередного студийного альбома. По неофициальной версии, одна из демозаписей песни «Revolution» включала два куплета, которые без изменений вошли в альбомную версию. Строка, ссылающаяся на китайского государственного политического деятеля Мао Цзэдуна, была добавлена в текст песни уже в процессе работы в студии. По словам Джона, эта часть текста была наиболее важной и спорной. В 1972 году Леннон сказал: «Я не должен был включать в текст песни имя председателя Мао». Идея включить в текст песни фразу «It’s gonna be alright» (с англ. — «Всё будет в порядке») появилась у Джона в период занятий трансцендентальной медитацией в Индии. Леннон был убеждён, что Бог заботится о каждом человеке вне зависимости от его убеждений. Йоко Оно присутствовала во время записи песни в студии, а также приняла участие в записи неопубликованной версии песни «Revolution 1», а ещё с её помощью была написана «Revolution 9».

## Анализ

Мао Цзэдун

В песне Джон Леннон обращается к ультралевым. Первый куплет песни начинается с местоимения «Ты» («Ты говоришь, что хочешь революции», «Ты говоришь, что нашёл верное решение» и т. д.). После этого следует фраза «Well, you know…» (с англ. — «Итак, ты знаешь»). Леннон многократно призывает слушателей к отказу от насильственных действий. Те же обстоятельства подтверждаются текстом интервью, взятым журналом «Плейбой» у Джона Леннона в 1980 году.
В первом куплете Леннон однозначно даёт понять, что не одобряет уничтожение и насилие (We all want to change the world, But when you talk about destruction Don’t you know that you can count me out, с англ. — «Мы все хотим изменить мир, но когда ты говоришь об уничтожении, разве ты не знаешь, что можешь на меня не рассчитывать»). Принадлежа к поколению хиппи, под этими словами музыкант подразумевает такие социальные явления, как Лето любви (англ. Summer of Love) и Мир и любовь (англ. Peace and love), настаивая на том факте, что эти социальные движения политически не действенны. По воспоминаниям Леннона, во время учёбы в колледже, в возрасте девятнадцати лет он «стоял за полное разрушение». Однако с годами взгляды музыканта значительно изменились в сторону необходимости просвещённого авторитаризма  . В качестве подтверждения в интервью Леннон приводит многочисленные исторические примеры: «Стремления уничтожить систему существовали всегда. И что же? Так поступили ирландцы, русские и французы — и куда это их привело? Никуда. Это всё та же старая игра. Кто будет руководить разрушением? Кто придёт к власти? Это будут те, кто стоял в первых рядах разрушителей. Они первыми возьмутся за дело, и им же достанется власть. Не знаю, каков ответ, но думаю, всё дело в людях».
Исключительно из склонности к пацифизму в интервью 1980 года Леннон негативно отзывается о демонстрациях на площади Гросвенор: «К чему привели нас марши протеста? Марши на Гросвенор-сквер против войны во Вьетнаме… Во всех репортажах говорилось только о насилии — вот вам результаты маршей». Во втором куплете Леннон допускает мысль о том, что гипотетическая революция нуждается в «плане дальнейших действий». Основные вопросы, которые поднимает автор: кто будет руководить разрушением и кто придёт к власти? Леннон сам даёт ответ на заданные в песне вопросы в интервью журналу «Плейбой»: «Они не видят дальше собственного носа». В конце куплета Леннон добавляет: «Ты спрашиваешь меня о вложениях? Ты знаешь, мы сделаем, что сможем, но когда ты хочешь денег для людей с ненавистью в мозгах — всё, что я могу сказать тебе, — погоди, брат».
В последнем куплете Леннон высказывает свою точку зрения. По мнению Джона, проблема стоит не на уровне политических организаций, а на уровне состояния разума. «Хочешь ли ты изменить конституцию? Мы хотим изменить твоё мышление. Ты хочешь изменить законы? Лучше б, знаешь, изменить твою породу», — говорится в последнем куплете, в конце которого Леннон иронично добавляет «но если ты носишься с портретами Председателя Мао, тебе не стоит вообще делать что-либо и как-либо». Несколькими годами позже, в 1972 году Леннон признавался, что жалеет о том, что включил в текст песни имя Мао. Леннон полагал, что это лишило бы его возможности когда-либо в будущем посетить Китай. Основная идея песни состоит в том, чтобы изменить мышление людей в политических вопросах. В интервью 1969 года Леннон пояснял: «Единственный способ добиться продолжительного мира того или иного рода — изменить мышление людей. Другого пути нет. Правительство может делать это с помощью пропаганды, кока-кола — с помощью рекламы, так почему этого не можем сделать мы? Мы, поколение хиппи».
Незадолго до своей трагической гибели, в интервью 1980 года для журнала «Плейбой», Джон Леннон говорил:

Заявление, прозвучавшее в «Revolution», моё. Эти слова справедливы и по сей день. Моё отношение к политике не изменилось. Я хочу видеть цель. Вот что я говорил Эбби Хоффману и Джерри Рубину. Но не рассчитывайте на меня, если речь идёт о насилии. Не ждите, что я полезу на баррикады — разве что с цветами. А если надо свергнуть что-нибудь во имя марксизма или христианства, я хочу знать, что вы намерены делать потом, после того, как всё будет свергнуто. Я хочу спросить: неужели нам не пригодится ничего из нашего прошлого? Какой смысл бомбить Уолл-стрит? Если вы хотите изменить систему, измените систему. Что толку стрелять в людей?.— Джон Леннон

## Запись

### Первая версия: Revolution 1
«Битлз» начали записывать «Revolution 1» (ещё под простым названием «Revolution») 30 мая 1968 года, спустя более трёх месяцев с последней сессии на Эбби-роуд. По воспоминаниям музыкантов, работа в студии проходила в «полном и неконтролируемом хаосе». Песня записана в ночь с 30 по 31 мая. Было записано 16 дублей, последний стал основой альбомной версии. Он был значительно длиннее предыдущих попыток и закончился на 10:17 криком Леннона: «OK, I’ve had enough!» (с англ. — «Всё, мне надоело!»). Последние шесть минут представляют собой диссонирующий инструментальный джем длительностью 10 минут и 46 секунд, с повторяющимися восклицаниями Леннона «All right», и стоном Джона и Йоко. С добавлением многочисленных лупов и звуковых эффектов он стал основой для «Revolution 9». Запись продолжилась на следующий день, Леннон записал вокальные партии, Маккартни — бас. Джордж и Пол также записали бэк-вокал. В этой версии Леннон поёт «count me out». 11 июля магнитофонную запись дополнили партией фортепиано, исполнителем которой был Ники Хопкинс. 15 июля был завершён процесс микширования моно-записи. «Revolution 1» демонстрирует пример удачной рок-композиции с элементами блюза. Основной музыкальный размер — 4/4, музыкальная форма — бар. В результате неудачного сведения всех звуковых компонентов на одну дорожку в конце последнего припева вступают дополнительные барабаны.
Во время работы над «Revolution 1» Леннон предпринял необычный шаг, исполнив партию лид-вокала, лёжа на полу. Звукооператор Брайан Гибсон рассказывает: «Джон решил, что будет лучше, если он будет петь, лёжа на спине. Поэтому моей главной задачей было установить микрофон так, чтобы он оказался выше его рта. Конечно, я нашёл это несколько странным и нелепым, но они постоянно искали новый оригинальный звук и всегда находили что-то новое». В первой версии песни фигурируют слова «count me out». Леннон заменил эту строку на слова «Don’t you know that you can count me out, in?» (с англ. — «ты не знаешь, сможешь ли на меня рассчитывать»). Позднее Леннон признавался, что долгое время не знал, на каком из вариантов остановить свой выбор. Предлог «в» не был включён в текст альбомной версии песни. На следующий день был добавлен орган, гитарное соло и различные звуковые эффекты, взятые из 11-минутного микса песни.
Джордж Мартин поясняет:

На другой стороне пластинки «Hey Jude» была записана песня «Revolution». Она записана с дисторшеном, что вызвало недовольство технического персонала. Но такова была идея. Песню написал Джон, и он решил придать ей новое звучание. Вот мы и довели её звучание почти до абсурда.— Джордж Мартин
В феврале 2009 года в интернете появился 11-минутный микс «Revolution 1». Запись, обозначенная как 20-й дубль песни, является промежуточным вариантом между традиционно песенной «Revolution 1» и авангардной «Revolution 9», вошедшими в альбом 1968 года «The Beatles» (также известный как «Белый альбом»). Эта версия песни вошла в альбом-компиляцию 2009 года — «Revolution: Take…Your Knickers Off». Во время первой сессии звукозаписи нового альбома они запечатлели на плёнке последнюю 10-минутную композицию Джона, представлявшую собой открытое политическое заявление в поддержку позиции основных коммунистических партий в вопросе о студенческих волнениях в Париже. Первые четыре минуты записи стали базой для «Revolution 1», которая первоначально планировалась как сингл, но затем была забракована в связи с тематикой, а позже ещё раз переписана в полностью «электронной» аранжировке. Последние четыре минуты оригинала — какофония инструментальных проигрышей и вокальных импровизаций — стали базой «Revolution 9». Для её создания музыканты прибегли к обратной акустической связи. Предполагается, что эта запись является моно-ремиксом 20-го дубля песни, записанного 4 июня. Несмотря на то, что «Revolution 1 (Take 20)» уже стала популярна среди интернет-пользователей, подлинность записи до сих пор официально не подтверждена. Микс начинается с объявления Леннона: Take your knickers off and let’s go (с англ. — «Снимайте штаны и вперёд!»). Опубликованный микс является 20 дублем песни «Revolution 1». Первая часть записи по своему звучанию схожа с альбомной версией песни «Revolution 1». В самом начале были записаны электрогитара, барабаны, рожок и гитара с сильно искажённым звучанием, дисторшн-эффектом. Пол Маккартни и Харрисон исполняют бэк-вокальную партию со словами «Dada, Mama», подражая детским голосам. В конце записи слышен голос Йоко Оно, за которым следует реплика Харрисона «It is that!» (с англ. — «Вот оно»). В конце записи слышны повторяющиеся восклицания Леннона «All right», и стоны Джона и Йоко.

### Вторая версия: Revolution
Леннон решил разделить существующую десятиминутную запись на две части: «Revolution 1» и авангардистский звуковой коллаж. Запись «Revolution 9» началась как продолжение окончания альбомной версии «Revolution», к которой были добавлены вокальные и звуковые семплы, «петли», реверсивные звуковые эффекты. 30 мая 1968 года «The Beatles» записали «Revolution 1». 18 дубль стал основой для «Revolution 9». Работа над «Revolution 9» началась 6 июня, когда Джон подготовил 12 плёнок с эффектами. Некоторые из них были его собственным изобретением, а некоторые были взяты из архивов «Эбби-роуд». «Джон хотел получить искажённый звук. Мы включили гитары на пульт записи. Технически это было неправильно. Однако именно это позволило нам получить новый гитарный эффект фуз. К счастью, наша иерархия не была в курсе дела. Очевидно, им запрещали любое злоупотребление нашим оборудованием», — объясняет звукоинженер Фил Макдоналд.
В интервью 1980 года Леннон рассказал:

Медленная версия «Revolution» в альбоме продолжалась бесконечно, я взял затихающую часть и просто наложил все остальное поверх неё. Основной ритм был взят из первоначальной «Revolution» вместе с записью двадцати колец и другими записями из архивов «EMI». Я брал классические записи, поднимался наверх, резал их, пускал задом наперёд, пробовал добиться нужного звучания различных шумов и эффектов. Рядом с десятью магнитофонами сидели люди, натягивая плёночные кольца карандашами, некоторые кольца были длиной в несколько дюймов, другие — в ярд. Я запустил их все и смикшировал их вживую. Мне пришлось сделать несколько миксов, прежде чем получился тот, что мне понравился. Йоко всё это время была рядом и решала, какие кольца пустить в работу. Думаю, вся песня создана под её влиянием. — Джон Леннон

### Премьерный выпуск сингла

Рекламный постер американской версии сингла «Hey Jude»/«Revolution»

4 июня было записано ещё несколько дублей. Маккартни и Харрисон добавили бэк-вокал, спев периодически повторяющееся в конце «Mama, Dada, Mama, Dada». Ринго Старр добавил также больше ударных инструментов. Леннон записал гитарную партию, используя педаль экспрессии, Маккартни — партию органа. Под финальным названием «Revolution 1», песня была закончена 21 июня 1968 года. Музыканты записали две трубы и четыре тромбона, Харрисон наложил партию соло-гитары. Первоначально Леннон планировал, что «Revolution 1» станет вторым синглом нового альбома «Битлз», однако Маккартни и Харрисон сочли, что оригинальная версия песни не подходит для выхода в формате сингла, и решили перезаписать песню. Работа над новой убыстрённой версией песни началась 9 июля.
Согласно немецкому критику сайта «Allmusic» Ричи Унтербергеру, песня начинается «с поразительного гитарного рифа фуза, обстреливающего пулемётным огнём». Характерный искажённый звук гитары Леннона был достигнут при помощи распределительной коробки директ-бокса, главное предназначение которой состоит в согласовании высокого выходного сопротивления гитары и низкого входного сопротивления пульта. С его помощью музыкантам удалось повысить уровень гитарного сигнала. Джефф Эмерик отмечает, что он последовательно пропустил сигнал через два микрофонных предусилителя. В настоящее время доступны две версии ремастеров «Белого альбома», ремастированного командой звукоинженеров студии «Эбби Роуд», которые занимались восстановлением оригинальных студийных альбомов «Битлз». Результатом этой работы стало наиболее чёткое звучание и выявление новых деталей песни. После проведённой работы стало известно, что в начале песни во время слова «well» наблюдается склейка вокала Джона Леннона. Голос Джона рассинхронизировался при двойном наложении вокала (англ. double-tracked vocal) во время слова «head», а в конце песни звучат неизвестные голоса. По словам Леннона, некоторые из слов песни «были написаны спонтанно».
Основная тональность «Revolution» — си мажор, в песне «Revolution 1» — ля мажор. Версия «Revolution 1» включает бэк-вокальную партию, исполненную Джорджем Харрисоном и Полом Маккартни со словами «shoo-bee-do-wah», а также добавленный музыкантами инструментальный проигрыш. «Revolution» завершается кульминационной концовкой, в то время как в «Revolution 1» наблюдается постепенное затухание громкости.

## Рецензии
«Revolution» выпущен синглом с «Б»-стороной «Hey Jude» в конце августа 1968 года. В альбоме «Битлз» «Revolution 1» появился в конце ноября 1968 года. «Revolution 1» — первый трек на четвёртой стороне «Белого альбома». Песня достигла 12-го места в музыкальных хит-парадах США и 1-й позиции в хит-парадах Новой Зеландии. В Австралии двухсторонний сингл «Hey Jude»/«Revolution» достиг первого места в национальных хит-парадах.
В 1970 году «Revolution» был включён в американский альбом-сборник «Hey Jude», где впервые был выпущен в формате стерео. В интервью 1974 года Леннон признавался, что песня в таком формате ему не понравилась. Музыкант отдавал предпочтение моно-версии песни. По словам Леннона, изначально «тяжёлая музыка» после процесса микширования «превратилась в кусок мороженого». Песня вошла в другие альбомы-компиляции, включая «The Beatles 1967—1970» и «Past Masters». Для мюзикла «Love» 2006 года Джордж Мартин использовал первую, сингловую версию песни «Revolution», по его словам, «убрав всё лишнее». При этом на CD и DVD записаны разные варианты: DVD-версия на минуту длиннее.
Выпуск «Revolution» получил широкую огласку в средствах массовой информации относительно идеи контркультуры и новых левых: политический журнал «Ramparts» назвал действия музыкантов «предательством», а известный теоретический журнал «New Left Review» отметил, что песня стала «грустным криком от страха к мелкой буржуазии». Однако часть «левых» положительно отозвались о песне «Revolution», отметив, что музыканты правильно поступили, отказавшись от радикализма и выступив в защиту «пацифистского идеализма». Сторонники «правых» утверждали, что «Битлз» являются диверсантами, придерживающимися умеренных взглядов и «не призывающих маоистов к „расцвету“ революции». В качестве подтверждения просоветских чувств «Битлз», журнал «John Birch Society» ссылается на песню «Revolution» и на другую песню из «Белого альбома» — «Back in the U.S.S.R.». «Revolution» можно противопоставить песне группы «The Rolling Stones» — «Street Fighting Man» (с англ. — «Уличный боец»), также посвящённой событиям 1968 года и выпущенной в том же году. В отличие от «Revolution», слушатели восприняли её более благосклонно. Такие композиции «The Rolling Stones», как «Street Fighting man» и «Sympathy for the Devil», были реакцией на изменение настроений в обществе.
Музыкальный журналист Грейл Маркус отметил, что критики были сосредоточены исключительно на вопросе политики и не смогли по достоинству оценить качество музыки. По словам журналиста, текст песни несёт «безрезультатность и сдерживание чувств», а музыка придаёт «свободу и движение, при этом избегая релевантных политических сообщений». Известный музыкальный критик Дэйв Марш упоминает «Revolution» в своей книге 1989 года — «1001 величайших синглов всех времён». В своей книге Марш сравнивает композицию «Revolution» с «драгоценным камнем», утверждая, что в структуре песни присутствует «свирепый эффект фуза с элементами рок-н-ролла» и «рычащим» вокалом Леннона. Ричи Унтербергер в своей публикации на сайте «Allmusic» назвал назвал песню «Revolution» «одной из самых величайших и сумасшедших песен „Битлз“ в стиле рок-н-ролла» со «смелым и ярким текстом». Унтербергер также отметил, что во время прослушивания песни «сердце слушателя начинает колотиться прежде, чем Леннон принимается исполнять первый куплет».

## Видеоклипы на песню
Съёмки музыкальных видеоклипов на песни «Hey Jude»/«Revolution» проходили 4 сентября 1968 года. Клипы снял режиссёр Майкл Линдси-Хогг. Оба клипа на песню «Revolution» по стилю похожи друг на друга. Инструментальная и вокальная партия в композиции были записаны предварительно. Кроме того, в клипе во вступлении к песне Леннон заменил слова «we’d all love» (с англ. — «мы полюбим всё») на фразу «we all want» (с англ. — «мы все хотим»). В отличие от версии сингла, крик в начале песни принадлежит не Джону Леннону, а Полу Маккартни. Леннон объяснял это тем, что в процессе записи не мог вовремя задержать дыхание перед исполнением первого куплета.
Видеоклип на песню «Hey Jude» был впервые показан в телевизионной программе Дэвида Фроста, транслируемой на телеканале ITV. Видеоклип на песню «Revolution» транслировался в программе Би-би-си — «Top of the Pops» 19 сентября 1968. Первый американский показ «Revolution» состоялся 13 октября 1968 в программе «Smothers Brothers Comedy Hour».

## Использование музыки в рекламе Nike
«Нам нужно остановить это, чтобы создать прецедент. Иначе все растащат наши песни. Каждая битловская песня будет звучать в рекламе нижнего белья и сосисок. Одно дело, когда ты уже умер, а другое дело, когда всё это ещё вокруг тебя! Никакого почтения к тому, что мы написали и записали эти песни, и это было нашей жизнью».
В 1987 году фирма «Nike» заплатила 250 тысяч долларов «Capitol Records» и такую же сумму «ATV Music Publishing» (принадлежавшая на тот момент Майклу Джексону) за использование этой песни в рекламе. Реклама появилась на телевидении в марте 1987 года. Пол, Джордж и Ринго крайне негативно отозвались об этом событии. Также это вызвало волну возмущения среди битломанов: по общему мнению, Джон Леннон не одобрил бы сделки, прежде всего потому, что продукция «Nike» производится в том числе на фабриках с дешёвой рабочей силой в тяжёлых условиях. Тем не менее, сделка получила поддержку Йоко Оно: журнал «Time» приводит её слова о том, что «такая реклама сделает музыку Джона доступной новому поколению». Летом того же года трое битлов вместе с фирмой «Apple» подали в суд на «Nike», их рекламное агентство Wieden+Kennedy и «Capitol-EMI Records».
Судебный процесс с участием «Битлз» и «EMI» начался в ноябре 1989 года. Суд длился более двух лет, стороны пришли к соглашению, но широкой публике условия этого соглашения неизвестны. Ещё до окончания процесса «Nike» перестала транслировать эту рекламу. Позже Йоко дала разрешение на использование в рекламе песни Джона «Instant Karma!». Финансовый веб-сайт TheStreet.com включил рекламную кампанию «Nike» с использованием музыки «Битлз» в свой список «100 ключевых деловых мероприятий XX века». «Capitol-EMI» заявили, что судебный процесс был необоснованным, потому как фирма получила лицензию на использование песни «Revolution», прибегнув к «активной поддержке со стороны Йоко Оно, акционера и директора фирмы Apple».

## Состав музыкантов

### Revolution
- Джон Леннон — дублированный лид-вокал, соло-гитара
- Пол Маккартни — бас-гитара, Орган Хаммонда, хлопки в ладоши
- Джордж Харрисон — соло-гитара, хлопки в ладоши
- Ринго Старр — барабаны, хлопки в ладоши
- Ники Хопкинс — электрическое фортепиано

### Revolution 1
- Джон Леннон — лид-вокал, соло-гитара, акустическая гитара
- Пол Маккартни — бас-гитара, фортепиано, орган, бэк-вокал
- Джордж Харрисон — соло-гитара, бэк-вокал
- Ринго Старр — барабаны
- Дерек Уоткинс и Фредди Клейтон — труба
- Дон Ланг, Рекс Моррис, Д. Пауэр, Билл Поуи — тромбон

## Кавер-версии
Одна из первых кавер-версий на песню была записана в 1969 году группой «The Head Shop» и вошла в одноимённый альбом музыкантов, работавших в жанре психоделического рока.
Наиболее известная кавер-версия была записана в октябре 2001 года группой «Stone Temple Pilots». Музыканты впервые исполнили «Revolution» во время благотворительного концерта, посвящённого памяти Джона Леннона в поддержку жертв нападений жертв террористических нападений 11 сентября 2001 года — «Come Together: A Night for John Lennon's Words and Music». Концертная запись имела имела большой успех на радио, и музыканты решили сделать студийную запись. В формате сингла песня была выпущена в ноябре 2001 года. В американском хит-параде «Hot Mainstream Rock Tracks» песня достигла 30-го места.
| Год  | Исполнитель            | Альбом                                       |
| ---- | ---------------------- | -------------------------------------------- |
| 1969 | The Head Shop          | «The Head Shop»                              |
| 1970 | Билли Брэгг            | «Revolution No. 9: A Tribute to The Beatles» |
| 1985 | Thompson Twins         | «Here’s to Future Days»                      |
| 1989 | Mike + The Mechanics   | «Rude Awakening»                             |
| 1997 | The Grateful Dead      | «Terrapin Station (Limited Edition)»         |
| 1999 | Blessid Union of Souls | «Walking Off the Buzz»                       |
| 2000 | Running Wild           | «Victory»                                    |
| 2001 | Grandaddy              | саундтрек к фильму «Я — Сэм»                 |
| 2002 | Phish                  | «Live Phish 13»                              |
| 2006 | Reckless Kelly         | «Reckless Kelly Was Here»                    |
| 2007 | Джим Стёрджесс         | саундтрек к фильму «Через Вселенную»         |
| 2007 | Rascal Flatts          | саундтрек к фильму «Эван всемогущий»         |
| 2010 | Mercy Me               | «Live at Arco Arena Sacramento»              |